# جو بيجوت
جو بيجوت (بالإنجليزية: Joe Piggott)‏ هو لاعب كرة قدم بريطاني في مركز الهجوم، ولد في 23 يونيو 1998 في Nantwich ‏ في المملكة المتحدة. لعب مع نادي إيفرتون وويغان أتلتيك.

## وصلات خارجية
- جو بيجوت على موقع قاعدة بيانات كرة القدم.إي يو (الإنجليزية)
- جو بيجوت على موقع Soccerbase.com (لاعب) (الإنجليزية)